# Bulbophyllum scaberulum
Bulbophyllum scaberulum là một loài phong lan thuộc chi Bulbophyllum.